# Морализация (психология)
Морализа́ция — механизм психологической защиты, сходный с рационализацией и выражающийся в бессознательном поиске способа убедить себя в моральной необходимости происходящего. Рационализирующий старается найти логическое обоснование, морализирующий же — морально-этическую необходимость. Искажением реальности, собственно, является то, что, как и в случае рационализации, обоснование ищется post factum, когда решение уже принято, событие уже произошло, поступок уже совершён.
Морализация применяется для защиты чувства собственного достоинства, веры в свою способность контролировать ситуацию и принимать правильные решения. В этом она близка по смыслу к более грубому механизму защиты, называемому «всемогущий контроль». Типичной морализацией является обоснование родителями своих агрессивных действий по отношению к детям необходимостью их воспитания. Морализацию можно также рассматривать как некоторую форму расщепления, в том смысле, что она направлена на сохранение восприятия себя как «хорошего» объекта, способного совершать только «хорошие» поступки.